# Boû d'Fagne
Boû d'Fagne is een Belgische kaas uit het Land van Herve in de provincie Luik.

## Beschrijving en herkomst
Boû d'Fagne is een zachte kaas met gewassen korst op basis van gepasteuriseerde koeienmelk, met een vetgehalte van 22%. De kaas heeft typische kenmerken vergelijkbaar met de Hervekaas.
De kaas vindt zijn oorsprong in de vallei van de Hoëgne bij kaasmakerij Vanderdeyden. De kaas wordt nu gefabriceerd bij de kaasmakerij Herve Société en verkocht in porties van 200 gram of 1,5 kg.
Boû d'Fagne is Waals en betekent ‘onbehouwen boer’.